# Indio Mariano
El llamado Indio Mariano fue un rebelde indígena durante los últimos años de existencia del virreinato de la Nueva España, levantándose en armas en 1801 en la ciudad de Tepic, de la entonces provincia de Nueva Galicia hoy el estado mexicano de Nayarit, su rebelión se basó en la restauración del llamado Imperio Mexica.

## Los antecedentes
El cambio de la casa reinante en España por la de los Borbones en 1701 trajo como consecuencia una serie de reformas políticas, que en algún modo permitieron una mayor libertad a los pueblos que se encontraban vasallos del Imperio Español, en el caso de la Nueva España, varios de los caciques indígenas tuvieron la posibilidad de acceder a puestos de gobierno y mando dentro del sistema español, causando fricciones tanto con los criollos, como españoles que controlaban la mayoría de los cargos.
Es así como llegado el siglo XIX se suceden varias rebeliones indígenas, siendo las más importantes las ocurridas en Nuevo León y en la ciudad de Tepic.

## La rebelión de Tepic
Juan Hilario Rubio era un indígena cacique de Tlaxcala que se dedicaba al comercio y por donde asistía al puerto de San Blas a abastecerse de los bienes provenientes de California y las Filipinas, este era un hombre importante y de recursos en la ciudad de Tepic, por otra parte el alcalde de la ciudad José Desiderio Maldonado y su secretario el indígena Juan Francisco Medina eran los líderes políticos de la ciudad y la región. La cual para la fecha tenía varias rebeliones pequeñas contra el control español de la zona, misma que había sido instaurada apenas unas décadas antes, ya que los indígenas huicholes, coras y otros habían frustrado el deseo de conquista por parte de los españoles durante más de dos siglos.
En diciembre de 1800 aparecieron por la ciudad de Tepic varios manifiestos donde se invitaba a la población a unirse para coronar el 6 de enero de 1801 al nativo de Tlaxcala, Juan Hilario Rubio como Rey de Indias llamándolo Mariano Primero.
Pero la ceremonia de coronación se frustró, ya que las autoridades españolas de la zona pudieron reunir un contingente militar de 762 efectivos con 8 piezas de artillería, para lo cual recurrieron a la milicia local y la guarnición del puerto de San Blas. 
De esta inicial rebelión fueron varios los capturados por las fuerzas españolas y novo hispanas, en dos batallas realizadas el 5 y 6 de enero de 1821, en estas los rebeldes ofrecieron poca resistencia y parecía que había sido totalmente derrotada, pero en la semana siguiente se empezaron a ver grupos armados de indígenas que rondaban las poblaciones cercanas, por lo que los españoles se replegaron a la ciudad de Tepic. Se supuso por rumores que los rebeldes contaban con 5000 indígenas raramuris y entre 6000 y 7000 indígenas yumas que provenían del cauce del río Colorado.
Dicha rebelión alarmó a los funcionarios virreinales en la Ciudad de México, ya que al estar España en guerra con el Reino Unido de la Gran Bretaña poco podían hacer para auxiliarlos y más cuando se tenía la seguridad de que corsarios ingleses acechaban en la costa y podían pertrechar a los indígenas, como lo hacían con los indígenas en Yucatán desde la Honduras Británica  Ellos empezaron a temer la posibilidad de un levantamiento indígena general, quizá al mismo tiempo que una invasión británica.
Por otra parte el entonces virrey Félix Berenguer de Marquina tenía que eliminar varias rebeliones y un intento francés por apoderarse de Texas, pero la rebelión no llegó a consolidarse y de pronto los rumores indicaban el regreso pacífico de los rebeldes a sus pueblos, pero la autoridad siguió con los procesos y el 19 de enero el capitán Leonardo Pintado dispersó un grupo de rebeldes armados, tomando 33 prisioneros a los que siguieron otros hasta tener unos 300 prisioneros. 
En su mayoría fueron trasladados a la capital provincial en Guadalajara, otros se quedaron en Tepic donde varios murieron en la cárcel junto con algunos soldados virreinales, al parecer por una enfermedad de la costa, la cual incluso llegó hasta Guadalajara.
Entre los muertos por la enfermedad se tuvo a Juan Hilario Rubio quien post mortem fue condenado a la confiscación de sus bienes, la demolición de su casa y su siembra, las cuales deberían ser regadas con sal; Otros líderes fueron condenados a seis años de trabajos públicos en el puerto de Veracruz. El resto en su mayoría fueron dejados en libertad ya que en el sistema legal de la colonia, los indígenas se consideraban como incapaces legales, por lo que no podían ser condenados y solo los provocadores principales podían ser condenados.

## Bandera del Indio Mariano
Por los escritos de Lucas Alaman y Carlos María de Bustamante se sabe que los rebeldes usaban una bandera con los colores verde, blanco y rojo, como derivados de los colores más característicos del atuendo de la imagen de la Virgen de Guadalupe, lo que no se conoce es como se componían, ni si tuvieron una influencia posterior en el diseño de la bandera mexicana.

## Los otros indios Mariano
Dentro de las leyendas populares y mezclado con la realidad se menciona que el Indio Mariano se le conocía como Máscara de Oro y que era indígena joven, mendigo que recorría la comunidad, por 1800 en compañía de un mulato viejo y un niño, esté afirmaba ser el hijo de un fallecido gobernador indígena de Tlaxcala y que había crecido en el lujo por esta calidad de su padre.
El otro era Juan José García que el 1 de septiembre de 1801 fue aprehendido robando ganado, Le dijo a las autoridades que él era Mariano I o Alejandro I, que eran sus nombres reales, este afirmaba que su nacimiento y ascendencia real estaban documentados por certificados papales que el mismo había obtenido en Roma, su proceso fue entonces enviado a la Real Audiencia quien con ayuda de médicos lo diagnosticaron como enfermo mental, por melancolía, su sentencia fue recibir tratamiento en hospital de San Hipólito en la Ciudad de México. En ambos casos no se supo de su fin.
En noviembre de 1912 el general Pablo González Garza combatió en la región del río Nazas durante el gobierno de Francisco I. Madero una rebelión indígena de raramuris a cuyo dirigente se lo conoció como el Indio Mariano.

## Nota
El escritor satírico ecuatoriano Wigberto Dueñas Peña tiene un personaje llamado el Indio Mariano, que es el personaje de la máscara de oro.